# 6983 Komatsusakyo
A 6983 Komatsusakyo (ideiglenes jelöléssel 1993 YC) egy kisbolygó a Naprendszerben. Kobajasi Takao fedezte fel 1993. december 17-én.